# Mělník
Mělník er en by i det Centralbøhmen i Tjekkiet.
Melnik ligger cirka 35 kilometer nord for Prag, ved sammenløbet af floderne Vltava og Elben. Byen ligger på højre side af Elben.
Uden for byen ligger det store Melnik kraftværk med en installeret kapacitet på 1.050 MW.